# Eugene Allen
Eugene „Gene“ Allen (* 14. Juli 1919 in Scottsville, Virginia oder Buckingham, Virginia; † 31. März 2010 in Takoma Park, Maryland) war ein US-amerikanischer Butler. Er diente von 1952 bis 1986 im Weißen Haus acht verschiedenen Präsidenten. Sein Leben bildet die Grundlage für den Film Der Butler.

## Leben
Eugene Allen war Kellner in einem Resort in Hot Springs, Virginia, und dann in einem Country Club in Washington. 1952 wurde er im Weißen Haus angestellt: Zuerst wusch er Geschirr und polierte das Tafelsilber für 2400 US-Dollar Jahresgehalt (bei einem damaligen Durchschnittsverdienst von 3400 Dollar pro Jahr). Er arbeitete sich langsam hoch und wurde 1980 schließlich Chefbutler. Bis zu seinem Eintreten in den Ruhestand 1986 diente er den acht Präsidenten Harry S. Truman, Dwight D. Eisenhower, John F. Kennedy, Lyndon B. Johnson, Richard Nixon, Gerald Ford, Jimmy Carter und Ronald Reagan. Letzterer lud ihn und seine Frau zu einem Staatsbankett ein, als Helmut Kohl zu Gast war.
Als der Afroamerikaner Allen begann, im Weißen Haus zu arbeiten, galt in den USA noch die Rassentrennung, die Lyndon B. Johnson durch den Civil Rights Act of 1964 abschaffte. Gegen Ende seines Lebens konnte Allen die Wahl von Barack Obama zum ersten schwarzen US-Präsidenten miterleben, zu dessen Amtseinführung am 20. Januar 2009 er als VIP-Gast eingeladen war.
Seit 1943 war Allen mit Helene verheiratet, die am 3. November 2008 mit 86 Jahren starb. Er selbst starb am 31. März 2010 an Nierenversagen im Washington Adventist Hospital in Takoma Park, Maryland. Er hinterließ den Sohn Charles, fünf Enkel und vier Urenkel.